# Thunder Alley (film, 1985)
Pour les articles homonymes, voir Thunder Alley.
Pour plus de détails, voir Fiche technique et Distribution.
Thunder Alley est un film américain réalisé par Joseph S. Cardone, sorti en 1985.

## Fiche technique
- Titre : Thunder Alley
- Réalisation : Joseph S. Cardone
- Scénario : Joseph S. Cardone
- Photographie : Karen Grossman
- Montage : Daniel Wetherbee
- Musique : Robert Folk
- Production : Bill Ewing (en),Yoram Globus et Menahem Golan
- Pays d'origine : États-Unis
- Genre : drame
- Durée : 111 minutes
- Date de sortie : 1985

## Distribution
- Roger Wilson (en) : Richie
- Jill Schoelen (en) : Beth
- Scott McGinnis : Donnie
- Cindy Eilbacher : Lorraine
- Clancy Brown : Weasel
- Leif Garrett : Skip